# Blutfahne

Adolf Hitler em 1935. No automóvel, junto a Hitler, se encontra a Blutfahne

A Blutfahne, que possuía esse nome por estar suja de sangue, foi a bandeira usada pelo partido nacional-socialista durante o Putsch da Cervejaria em 9 de novembro de 1923. Depois da tentativa fracassada a bandeira foi coberta com o sangue daqueles que foram baleados pela polícia de Munique (inicialmente Andreas Bauriedl que ao ser atingido no abdômen caiu sobre a bandeira). Desde então ela tornou-se um dos objetos mais reverenciados do Terceiro Reich.
Existem duas histórias sobre o aconteceu com a bandeira após o Putsch:
Heinrich Trambauer (que segurava a bandeira durante o putsch), entregou a bandeira a um amigo, que teria a removido do mastro e guardado-a em seu casaco. Depois Trambauer teria entregado a bandeira a Karl Eggers, que então a guardaria. 
A outra versão seria que a bandeira foi confiscada pelas autoridades de Munique e depois retornaria a Karl Eggers.
Independente de qual historia é a verdadeira, depois que Adolf Hitler foi solto da prisão de Landsberg, Eggers entregou-lhe a bandeira. Ela então ganhou um novo mastro, e logo abaixo dele havia uma dedicatória com o nome de três mártires do putsch. Bauriedl foi um dos honrados.
Desde então a bandeira foi tratada como um objeto sagrado pelo partido, e em cerimônias ela era carregada pelo Sturmbannführer Jakob Grimminger.
Quando ela não estava em uso, a Blutfahne era guardada na sede do partido em Munique, com uma guarda de honra da SS. 
Ela apareceu em público pela última vez em 18 de outubro de 1944. Desde então ela nunca mais foi vista, é possível que tenha sido destruída ou não.